# Лейквуд (Південна Кароліна)
Лейквуд (англ. Lakewood) — переписна місцевість (CDP) в США, в окрузі Самтер штату Південна Кароліна. Населення — 2810 осіб (2020).

## Географія
Лейквуд розташований за координатами 33°50′33″ пн. ш. 80°20′53″ зх. д. / 33.84250° пн. ш. 80.34806° зх. д. (33.842456, -80.348131).  За даними Бюро перепису населення США в 2010 році переписна місцевість мала площу 20,02 км², з яких 19,57 км² — суходіл та 0,45 км² — водойми.

## Демографія
Згідно з переписом 2010 року, у переписній місцевості мешкали 3032 особи в 1131 домогосподарстві у складі 851 родини. Густота населення становила 151 особа/км².  Було 1225 помешкань (61/км²).
Расовий склад населення:
| - 61,5 % — білих - 34,1 % — чорних або афроамериканців - 0,8 % — азіатів - 0,2 % — корінних американців - 1,6 % — осіб інших рас |

До двох чи більше рас належало 1,8 %. Частка іспаномовних становила 3,7 % від усіх жителів.
За віковим діапазоном населення розподілялося таким чином: 26,5 % — особи молодші 18 років, 62,5 % — особи у віці 18—64 років, 11,0 % — особи у віці 65 років та старші. Медіана віку мешканця становила 39,0 року. На 100 осіб жіночої статі у переписній місцевості припадало 95,7 чоловіків;  на 100 жінок у віці від 18 років та старших — 89,3 чоловіків також старших 18 років.
Середній дохід на одне домашнє господарство  становив 53 777 доларів США (медіана — 46 196), а середній дохід на одну сім'ю — 58 171 долар (медіана — 52 151). За межею бідності перебувало 7,1 % осіб, у тому числі 8,0 % дітей у віці до 18 років та 7,1 % осіб у віці 65 років та старших.
Цивільне працевлаштоване населення становило 1233 особи. Основні галузі зайнятості: виробництво — 25,9 %, освіта, охорона здоров'я та соціальна допомога — 24,1 %, роздрібна торгівля — 10,3 %, будівництво — 7,9 %.